# Odobenocetops
Odobenocetops (walvis met walrusgezicht) is een geslacht van uitgestorven kleine walvissen uit het Plioceen. Het dier kwam voor in Peru.

## Beschrijving
Odobenocetops was ongeveer 2,1 meter lang en woog tussen de 150 en 650 kilogram.

## Slagtanden

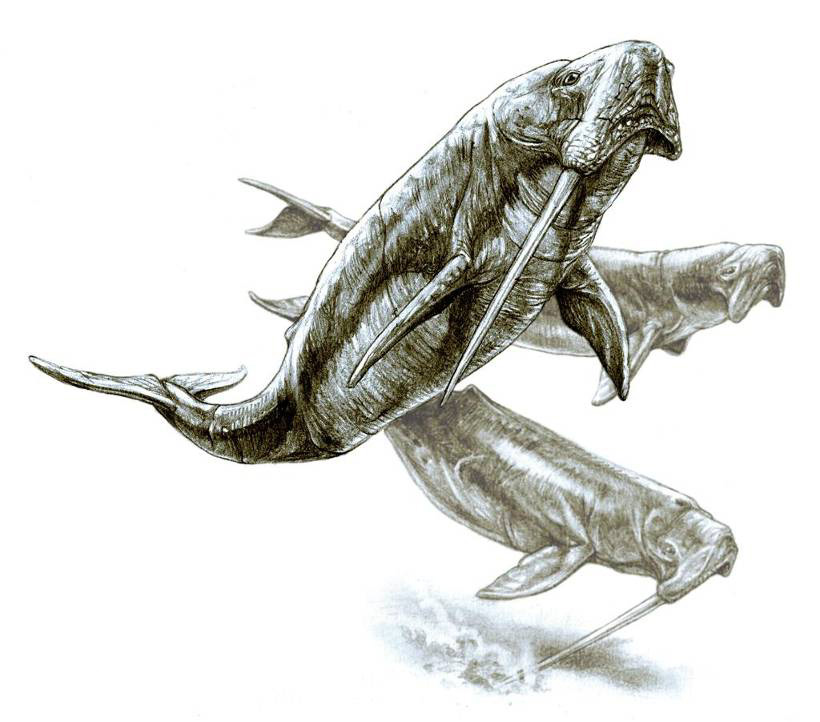
Drie Odobenocetops

De slagtanden van Odobenocetops waren zijn grootste wapen, ze waren ongeveer 25 cm lang. Een opvallende ontdekking was die van een mannelijke O. leptodon met de rechter slagtand 1,35 m groter dan de andere.